# Que te perdone Dios
Bog ti oprosti (španjolski Que te perdone Dios) je meksička telenovela koju je producirala Televisa. Glavne uloge igraju Rebecca Jones, Mark Tacher, Zuria Vega, Sergio Goyri, Altair Jarabo, Sabine Moussier.

## Glumačka postava

### Protagonisti
- Rebecca Jones: Renata Flores del Angel de López Guerra
- Zuria Vega: Abigail Rios / Abigail Ramos Flores
- Mark Tacher: Dr. Mateo López–Guerra Fuentes

### Antagonisti
- Sergio Goyri: Fausto López Guerra
- Altair Jarabo: Diana Montero
- Sabine Moussier: Macaria Rios
- Laisha Wilkins: Ximena Negrete de Zarazua / Daniela Negrete

### Sporedne uloge
- María Sorté - Helena Fuentes Vda. de López-Guerra
- René Strickler - Patricio Duarte
- Ana Bertha Espín - Constanza del Ángel Vda. de Flores
- Ferdinando Valencia - Diego Muñoz
- Alejandro Ávila - Lucio Ramírez
- Manuel Ojeda - Melitón Ramos
- Dacia González - Vicenta Muñoz
- Zaide Silvia Gutiérrez - Simona Sánchez
- Ana Patricia Rojo - Efigenia de la Cruz y Ferreira
- Fabián Robles - Julio Acosta Montero / Julián Montero
- Eric del Castillo - Bruno Flores Riquelme †
- Antonio Medellín - Padre Francisco Ojeda Bernal †
- Alejandra Ávalos - Mía Montero Vda. de Acosta †
- Moisés Arizmendi - Porfirio Zarazua
- Héctor Sáez - Comandante Efraín Barragán
- Alejandra Procuna - Eduviges de la Cruz y Ferreira
- Raúl Olivo - Jaime Díaz "Motor"
- Óscar Bonfiglio - Marcelino
- Julio Mannino - Benito
- Myrrha Saavedra - Amanda Ríos
- Carlos Athié - Maximiliano "Max" Zarazúa
- Adriano - Antonio "Toño" Sánchez
- Santiago Hernández - Alfredo "Fredy" Sánchez †
- José María Galeano - Padre Tomás Ojeda Bernal
- Iván Caraza - Mano Negra
- Rafael Amador - Rafa, el cantinero
- Alejandra Robles Gil - Teodora
- Daniela Basso - Juanita
- Lakshmi Picazo - Nieves Barragán
- Silvia Valdéz - Violeta
- Jessús Di Alberti - Estebán
- Irán Castillo - Renata Flores del Ángel (joven)
- Ale García - Macaria Ríos (joven)
- Brandon Peniche - Pablo Ramos †
- Erik Díaz - Fausto López-Guerra (joven)
- Christian Vega - Lucio Ramírez (joven)
- Ricardo Franco - Gerardo López-Guerra

## Vanjske poveznice
- Arhivirana inačica izvorne stranice od 30. prosinca 2014. (Wayback Machine)